# Gornji Budački
Gornji Budački – wieś w Chorwacji, w żupanii karlowackiej, w gminie Krnjak. W 2011 roku liczyła 28 mieszkańców.